# John Frederick Lewis

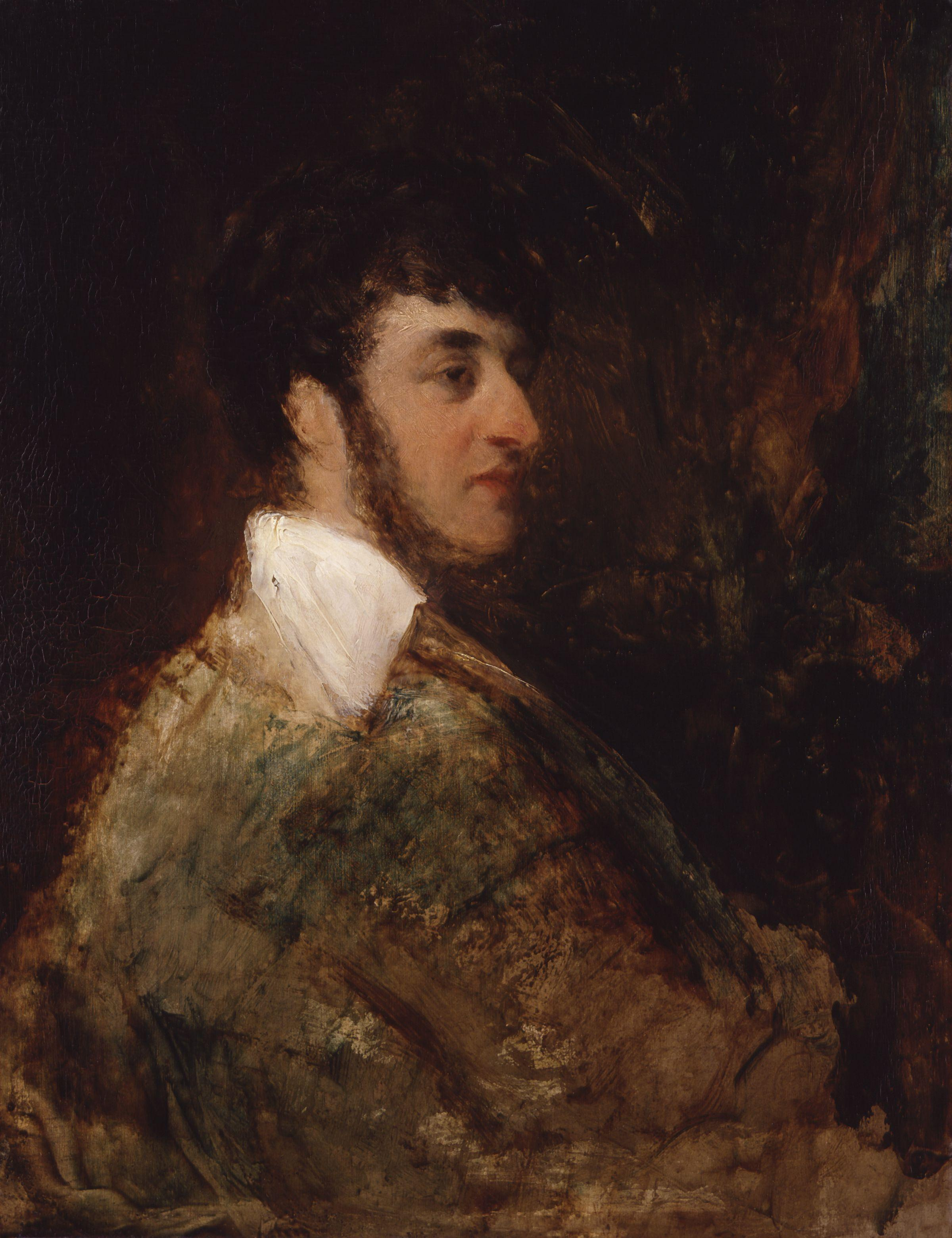
John Frederick Lewis, Porträt von William Boxall, 1832

John Frederick Lewis (* 14. Juli 1805 in London; † 15. August 1876 in Walton-on-Thames, Surrey, England) war ein britischer Maler. Seine Werke sind dem Orientalismus zuzuordnen.

## Leben
John Frederick Lewis verbrachte den größten Teil seines Lebens im Ausland. Er kannte Italien und Spanien, von 1840 bis 1841 hielt er sich auf dem Balkan auf. Anschließend verbrachte er zehn Jahre in Kairo, wo er zahlreiche Skizzen anfertigte. Nach seiner Rückkehr nach England 1851 entstanden daraus Aquarelle und Ölgemälde. 1847 heiratete er Marian Harper, die er in mehreren seiner Bilder in orientalischen Gewändern und Innenräumen porträtierte. Schließlich wurde er zum Mitglied der Society of Painters in Water Colours gewählt. Bis zu seinem Tod lebte er in Walton-on-Thames.

## Mitgliedschaften
- 1859: Associate der Royal Academy of Arts, London.
- 1865: Member der Royal Academy of Arts in London.
- 1876: Retired Member am 6. Mai 1876.

## Werke
- 1873: Ölgemälde The Reception (Der Empfang).

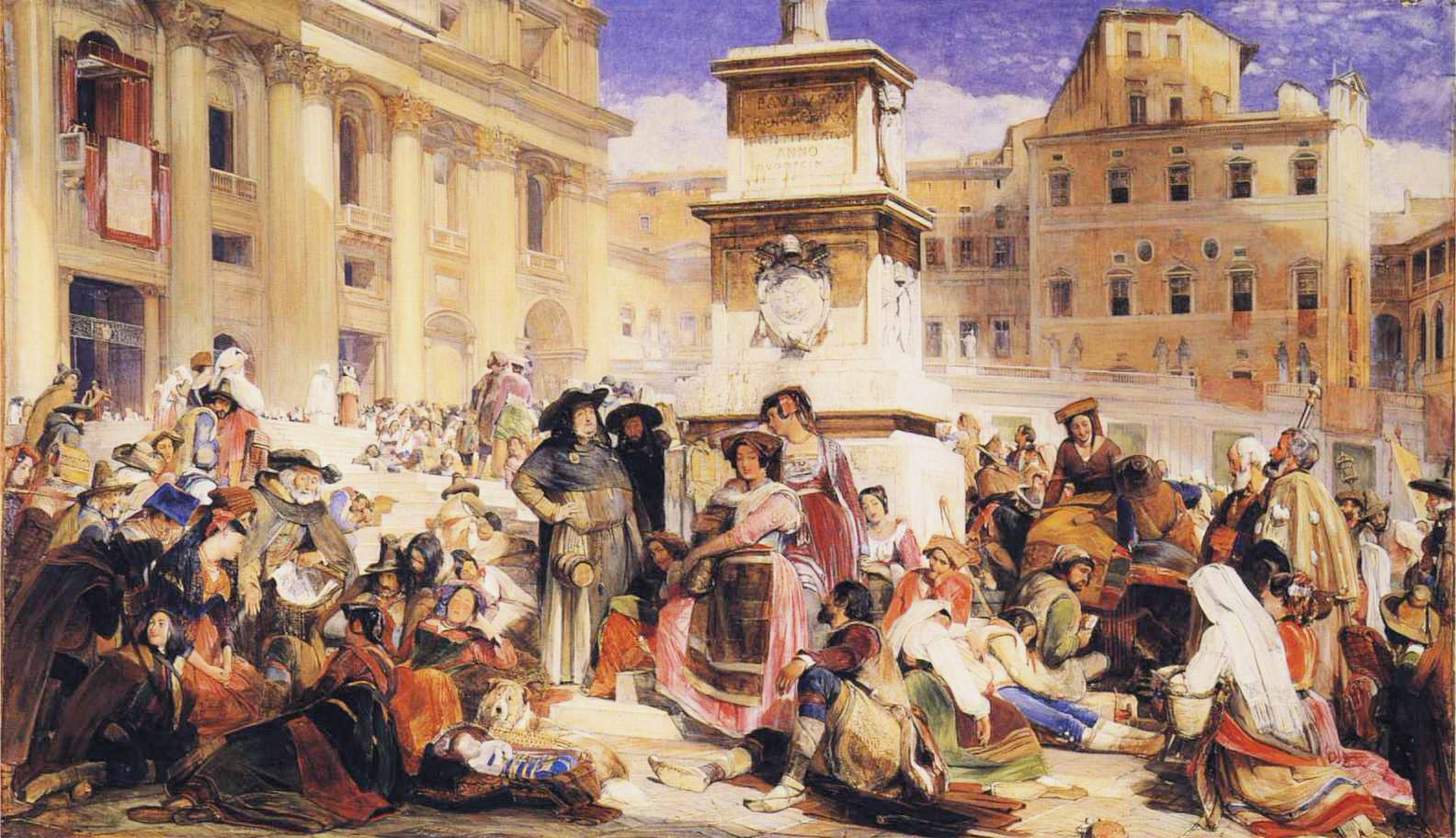
Ostern in Rom, 1840
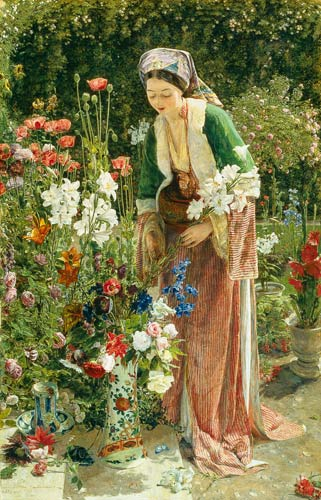
Im Garten des Beis, 1865
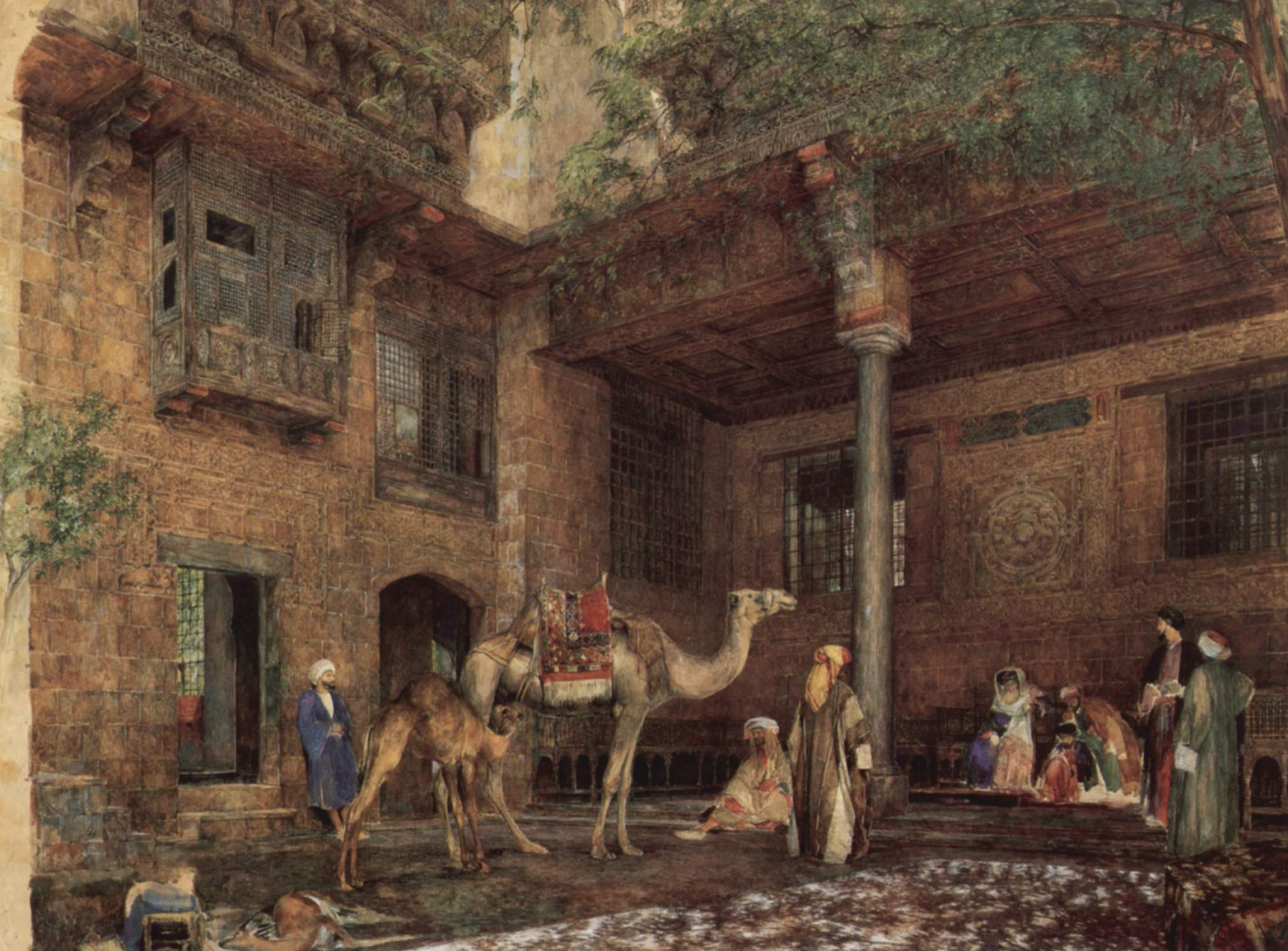
Lewis Haus in Kairo, 1871
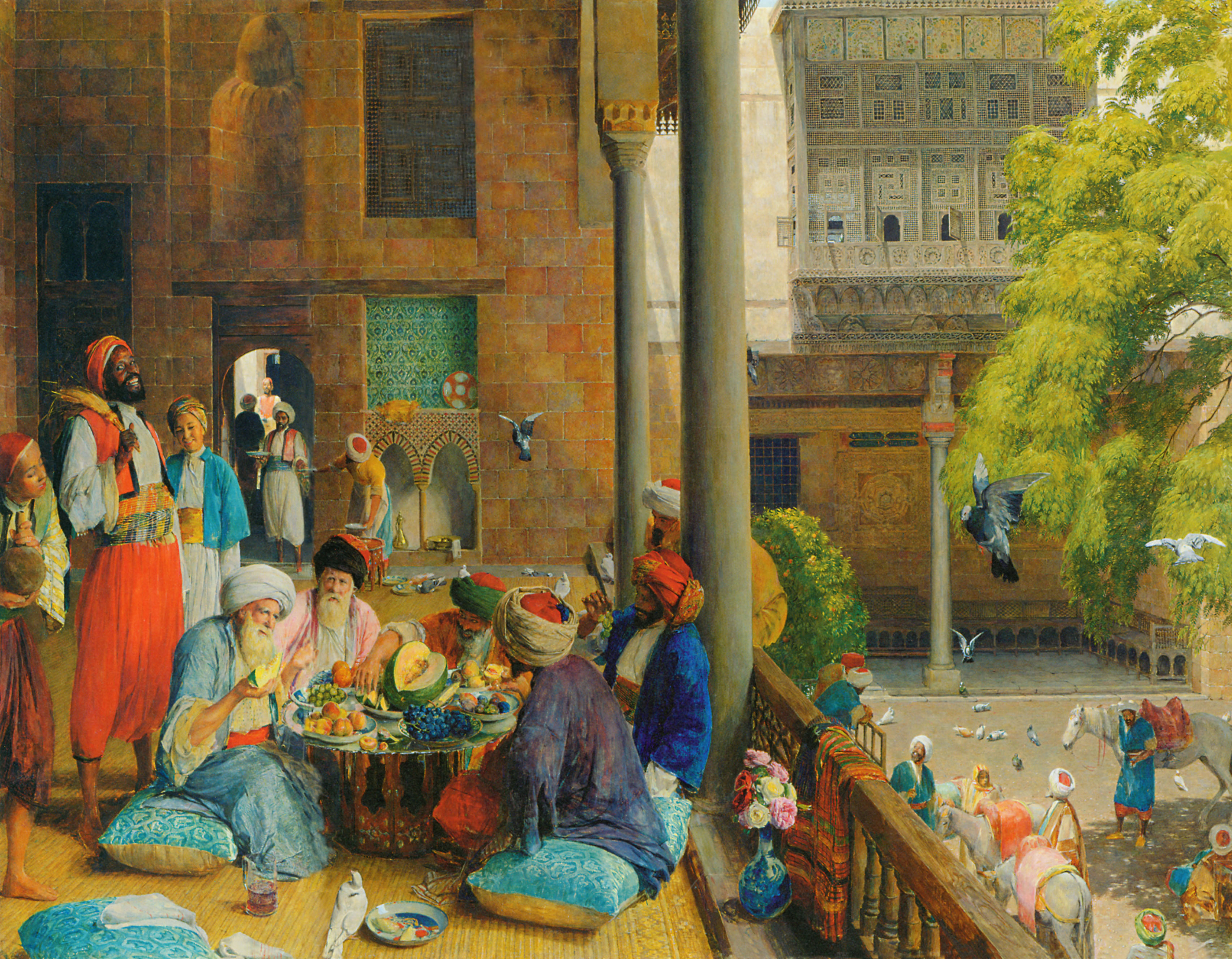
Mittagsmahl, 1875

## Belege

### Einzelbelege
1. ↑  Schulze et al., S. 172

| Personendaten    | Personendaten                     |
| ---------------- | --------------------------------- |
| NAME             | Lewis, John Frederick             |
| KURZBESCHREIBUNG | britischer Maler                  |
| GEBURTSDATUM     | 14. Juli 1805                     |
| GEBURTSORT       | London                            |
| STERBEDATUM      | 15. August 1876                   |
| STERBEORT        | Walton-on-Thames, Surrey, England |